# Bimeria currumbinensis
Bimeria currumbinensis is een hydroïdpoliep uit de familie Bougainvilliidae. De poliep komt uit het geslacht Bimeria. Bimeria currumbinensis werd in 1959 voor het eerst wetenschappelijk beschreven door Pennycuik. 